# 신대문자

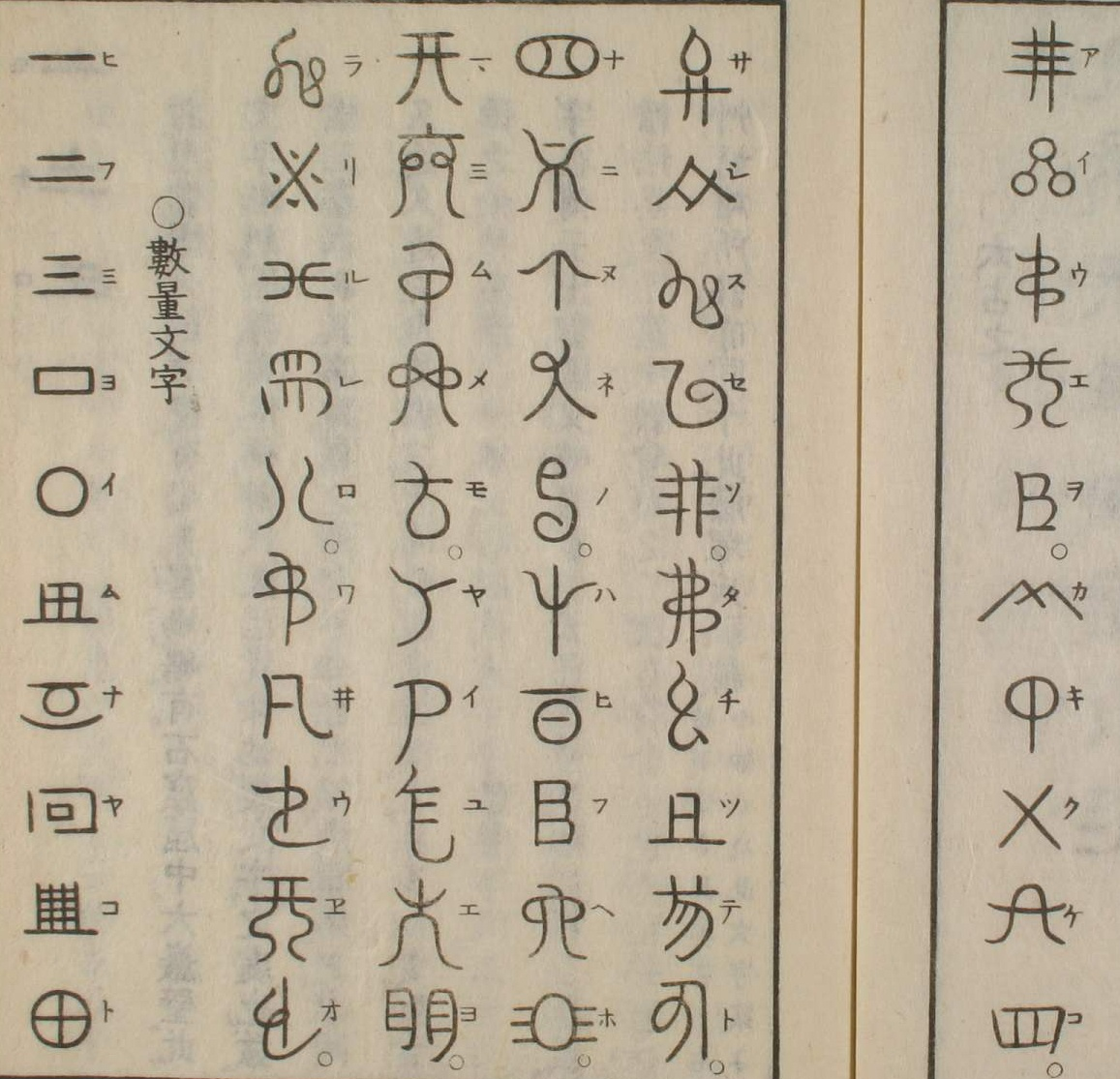
이즈모 국　문자

신대문자의 일종인 오시테(ヲシテ)

신대 문자(神代文字, 일본어: 神代文字 진다이모지, 가미요모지[*], 영어: jindai moji, kamiyo moji, characters of the Age of the Gods)는 유사사학에서 한자가 전해지기 전에 고대 일본에서 썼다고 전해지는 여러 문자들, 예를 들어, 히후미(日文), 아나이치(天名地鎮), 아히루 문자(阿比留文字) 등을 일컫는다. 일부는 부적이나 신사의 기물에 새겨지는 문자로 사용되기도 한다. 그러나 주류 학계에서는 이러한 문자들이 모두 후대에 창작된 것이라고 여기고 있다.

## 형태와 종류
신대 문자들은 보통 처음 발견된 곳의 이름을 따서 부르는데, 그 예시로는 아히루쿠사 문자, 아비루 문자, 이즈모 문자, 호츠마 문자 등이 있다. 생김새는 전자체와 비슷한 것, 이집트 상형문자와 비슷한 것 등 여러 가지가 있다.

## 존재 여부
신대 문자의 실존 여부는 여러 논란을 일으켰다. 특히 아비루 문자는 한글과 그 자형이 비슷하여 《환단고기》 신봉자들은 이 문자가 가림토에서 왔다고 주장하고, 과거 일부의 일본 학자는 이 문자가 한글의 기원이라고 주장하였다.
그러나, 이러한 신대문자들이 실존했던 문자가 아니라는 반박도 많다. 만요슈를 위시해 자료를 이용해 추정하는 고대 일본어 모음 수는 지금 일본어보다 많은데도 신대 문자가 표현할 음절 수와 종류는 현대 일본어와 비슷하다. 신대 문자 비석에 새겨져 있는 글 중에는 고대 일본어에 없는, 현대 일본어에서 쓰이는 표현과 개념이 있는 것도 있다. 또한 비석을 위시해 일본의 신대 문자 관련 유물은 모두 에도 시대 이후 유물로 그 전에 신대 문자가 있었다는 것을 증명할 어떤 사료나 유물도 없다. 이미 1953년 일본의 국문학자 야마다 요시오(山田孝雄)가 저서 《소위 신대문자의 논》(所謂神代文字の論)에서 신대문자론을 완전히 부정하였다.

## 참고 문헌
- 박영준 외, 《우리말의 수수께끼》, 김영사, 2002, ISBN 89-349-0928-5
- 세계문자연구회, 《세계의 문자》, 범우사, 1997

## 같이 보기
- 가림토
- 한글과 비슷한 문자
- 홋카이도 문자
- 다케우치 문서(일본어판)
- 후지 미야시다 문서(富士宮下文書)
- 아마쓰교(일본어판)